# Toshimaru Nakamura

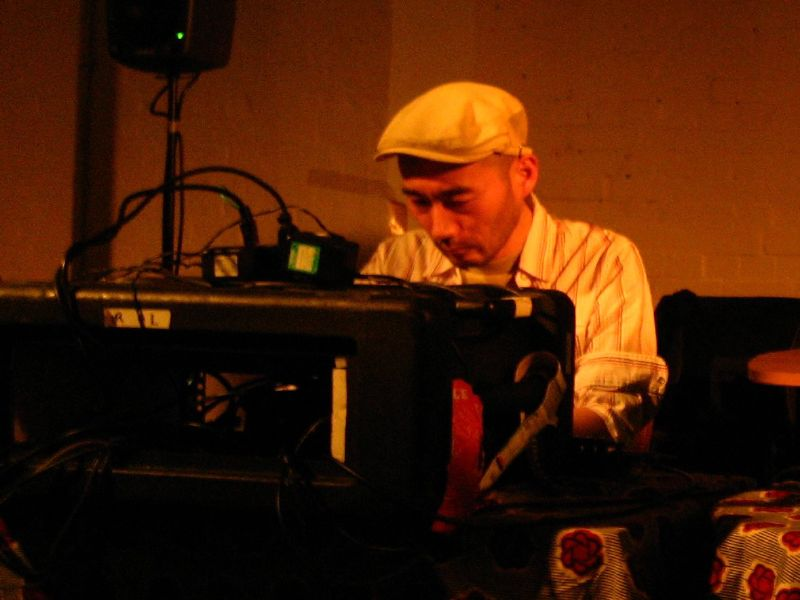
Toshimaru Nakamura (2008)

Toshimaru Nakamura (japanisch 中村 延和 Nakamura Toshimaru; * 1966 in Tokyo) ist ein japanischer Improvisationsmusiker (Gitarre, Elektronik).

## Wirken
Nakamura war zunächst als Gitarrist tätig; 1992 gründete er A Paragon of Beauty und veröffentlichte mit diesem Oktett 1995 die gleichnamige CD. Seit 1994 besuchte er mehrfach Berlin, wo er in verschiedenen Projekten arbeitete und auftrat. In Berlin gründete er 1998 mit dem amerikanischen Schlagzeuger Jason Kahn das Duo Repeat, das noch im selben Jahr eine erste gleichnamige CD veröffentlichte und in Japan, Deutschland, der Schweiz und Frankreich vorstellte. 1999 folgte als zweites Album Temporary Contemporary.
Um 1998 begann Nakamura, sich mehr auf die Erzeugung elektronischer Musik zu konzentrieren. Er entwickelte einen einzigartigen Stil, indem er sich auf Instrumente konzentrierte, die alleine mit ihrem Feedback gespeist werden, um so neue, unberechenbare Sounds zu erzeugen. Nakamura veröffentlichte auch die CD Un, eine Aufnahme seines Duos mit Sachiko M; seither treten sie weiterhin gelegentlich zusammen auf.
Seit 1998 organisierte Nakamura auch ein monatliches Treffen für improvisierte Musik, die sich zu einem wichtigen Treffpunkt der Tokioter Improvisationsmusikszene entwickelte. Das resultierende Album The Improvisation Meeting at Bar Aoyama, eine Zusammenstellung von Live-Aufnahmen von Auftritten in der Bar, wurde 1999 veröffentlicht.
Im November 2000 veröffentlichte Nakamura seine erste Solo-CD, No-input Mixing Board. Zehn weitere Soloalben folgten. Weiterhin arbeitete er mit Andrea Neumann, Otomo Yoshihide, Keith Rowe, John Butcher, Bruno Meillier, eRikm, Günter Müller, Axel Dörner, Annette Krebs, Radu Malfatti, Taku Sugimoto und Tetuzi Akiyama. Zudem wirkte er seit 1996 als Komponist/Sounddesigner und schrieb Musik für die Choreographien des Tänzers Kim Itoh.